# Schrik van Harculo
Elbertus van den Berg, beter bekend als De Schrik van Harculo (1907 - 1971) was een markant persoon uit Zwolle, die min of meer als de dorpsgek van Zwolle kan worden beschouwd.
In de jaren 1950, 1960 en 1970 fietste de Schrik regelmatig op zijn fiets bepakt met tassen naar de markt, waar hij op een onverwacht moment naar voorbijgangers schreeuwde, en deze zo de stuipen op het lijf joeg. Van den Berg leed aan het syndroom van Gilles de la Tourette.
In 1971 kwam hij om nadat hij omver werd gereden door een auto.